# Samira Said
Samira Said (arabul: سميرة سعيد, Samira Bensaïd) (Rabat, 1958. január 10.–) marokkói arab énekesnő.

## Karrier
Samira Said Marokkó fővárosában, Rabatban született és ott is nőtt fel. 9 éves korában kezdett énekelni és egy zenei műsor, a Mawaheb felfedezettje lett, amit a marokkói királyi TV-ben sugároztak. Számos marokkói dalt adott elő, úgymint a "Kifes Tlakina"-t (Ahogy találkoztunk), a "Fajetli seftek si marra"-t (Egyszer már láttalak), a "Szarkouh"-t (Ellopva), és az "Al Bahhara"-t (Tengerészek). Olyan kislemezeket adott ki, mint a "Maghlouba" (Legyőzve) és a "Wa’ady" (Szerelmem).
1980-ban részt vett az Eurovíziós Dalversenyen "Bitakat Hobb" (Szerelmeslevél) című dalával, a 18. helyet érte el a 19 résztvevőből. Ez volt Marokkó egyetlen szereplése a dalfesztiválon.
Dalai közül ismertebbek a "Ben Leef" (Az élet körforgása), a "Szajidati Szadati" (Hölgyeim és Uraim), a "Malis Enouan" (Ha készen állsz) és az "Aher Haoua" (Utolsó szerelem). Dolgozott Mohamed El Mougi zeneszerzővel, énekelt és játszott a Szaaktub Iszmak Ala Arrimal (Be fogom írni a neved a homokba) című filmben, amiben elhangzik "j
Ja Damaiti Haddi" (Könnycseppek hullanak a szememből) című dala. Egyéb felvételei közül kiemelkedik a "Lilet El Ouns" (Varázslatos összejövetel), az "Es Gab Li Gab" (Egy vágás a maradékból), az "Amrak Aazsib" (Nem értelek) és a "Menghir Szabab" (Oktalanul).
2000-ben megjelentette "Laila Habibi" (Egyetlen éjszakát, kedvesem) című albumát, melynek címadó dala megnyerte 2001-ben a legjobb videóklipért járó díjat a kairói Arab Zenei Fesztiválon. A 15. World Music Awards-on Said díjat nyert 2003-ban, világszerte nagy példányszámban eladott lemezei okán. A BBC világzenei díjátadón megnyerte a Közel-Kelet legjobb előadójának járó díjat Youm Wara Youm albumával. Said több mint 40 díjat nyert.
Legújabb, "Mazal" című száma 2013 októberében jelent meg.

## Fogadtatás
Halina Hopkins szerint Said "egy nemzeteken átívelő emblematikus figura, mutatják ezt marokkói és egyiptomi munkái, ahogy a különböző díjai, amiket kapott, és azok a műsorok, amelyekben részt vett az arab zenei közösség képviselőjeként".
Rabab D’or-díjat nyert a tetuáni Voix des Femmes Fesztiválon 2008-ban. Díjat nyert a Murex d’Or díjátadón 2009-ben.
2009-ben az agadiri Timitar Fesztiválon 100,000-es tömeg előtt lépett fel. 2011-ben, a Bejrúti Nemzetközi Díjátadó Fesztiválon (BIAF) számos arab és nemzetközi énekeseket díjaztak, köztük Said-ot is. Elismerték és kritizálták is amiatt, hogy az arab zenét beemelte a pop-orientált és reklámvezérelt 21. századba.
Az egyiptomi Al Ahram hírlap szerint Said albumaiból több mint 50 millió példányt adott el.

## Zenei stílus
Hopkins szerint "Said zenéje népszerűségének egyik oka, hogy a csodálatos hangszíne kiemelkedik a háttérben szóló zenéből. A hangja áll munkáinak középpontjában."

## Filantrópia és humanitárius munka
Said koncerteket adott, hogy összehozza az embereket a franciaországi bevándorlók 2006-os zavargásai után, és hogy harmóniát hozzon létre a különböző vallásúak között.

## Fordítás
- Ez a szócikk részben vagy egészben  a   Samira Said című angol Wikipédia-szócikk fordításán alapul.  Az eredeti cikk szerkesztőit annak laptörténete sorolja fel. Ez a jelzés csupán a megfogalmazás eredetét és a szerzői jogokat jelzi, nem szolgál a cikkben szereplő információk forrásmegjelöléseként.